# Rhaconotus troilus
Rhaconotus troilus är en stekelart som beskrevs av Nixon 1941. Rhaconotus troilus ingår i släktet Rhaconotus och familjen bracksteklar. Inga underarter finns listade i Catalogue of Life.